# Costa Venezia
 (mars 2020).
Si vous disposez d'ouvrages ou d'articles de référence ou si vous connaissez des sites web de qualité traitant du thème abordé ici, merci de compléter l'article en donnant les références utiles à sa vérifiabilité et en les liant à la section « Notes et références ».

Le Costa Venezia est un navire de croisière de la classe Vista appartenant à la compagnie Costa Croisières. Construit au chantier Fincantieri, en Italie, il est inauguré en mars 2019 à Trieste.

## Histoire

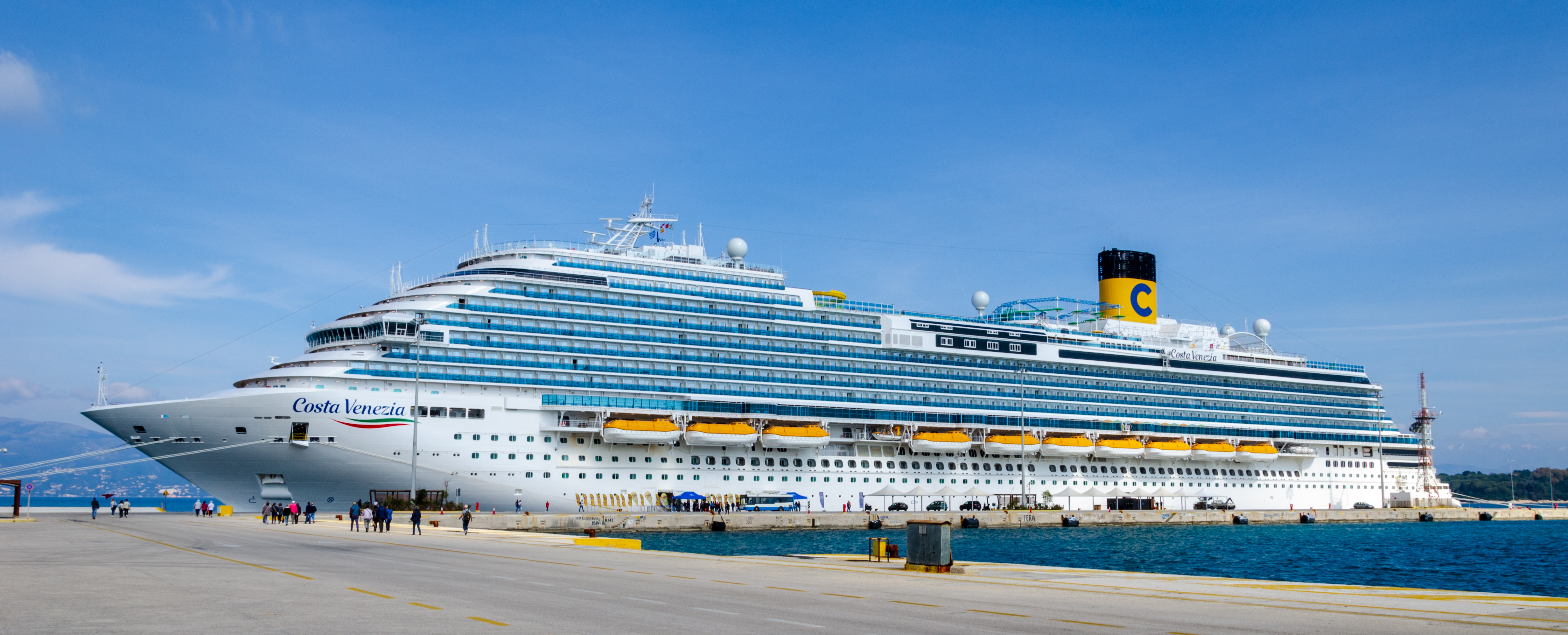
Le Costa Venezia amarré à Corfou lors de son escale inaugurale, le 5 mars 2019.

Le Costa Venezia est une évolution du Costa Diadema. La classe Vista a été allongée d'environ 20 mètres par rapport à la classe Dream dont elle dérive. De nouvelles superstructures ont été ajoutées portant la jauge à 135 500 UMS. Le navire est un véritable musée sur l’histoire de Venise et des principaux lieux de la ville. Dédié exclusivement au marché chinois, le navire a été spécialement adapté à ce marché. Long de 324 mètres, il a été le plus grand navire de Costa Croisières jusqu’à l’arrivée du Costa Smeralda en décembre 2019.
Son navire jumeau (Costa Firenze), également destiné au marché asiatique est livré en 2020. 
Le 22 juin 2022, Carnival Cruise Line, société-mère de Costa Croisières, annonce que les Costa Venezia et Costa Firenze rejoindront la flotte de Carnival en 2023, décision liée, d'une part à la lenteur de la reprise des croisières en Asie, d'autre part à leur reprise vigoureuse sur le marché américain et à la volonté de diversifier l'offre commerciale avec une ambiance italienne.  
Après son adaptation en Espagne à la marque et à la livrée Carnival, le navire fait ses débuts le 29 mai 2023 sous son nouveau nom Carnival Venezia par un voyage transatlantique de 15 jours de Barcelone à New-York avant de commencer sa saison 2023 dans l'Atlantique au départ de New-York.